# Monti Lang
I monti Lang o Lang Shan (cinese: 狼山; pinyin: Láng Shān, «monti del Lupo»; mongolo: Khara Narin Ula) sono una catena montuosa situata nell'estremità nord-occidentale dell'altopiano dell'Ordos in Mongolia Interna (Cina). Corrono da sud-ovest a nord-est e costringono il fiume Giallo a svoltare il suo corso da nord a est. Nella loro parte nord-occidentale il territorio è desertico, mentre in quella sud-orientale, compresa tra il deserto e il fiume Giallo, il paesaggio è costituito da un'area irrigata. Nel loro angolo nord-orientale questi monti si congiungono ai monti Yin.
Il monte Huhebashige, situato a 41°11′N 106°50′E, raggiunge i 2320 m.